# Dompierre-sur-Mer
Dompierre-sur-Mer – miejscowość i gmina we Francji, w regionie Nowa Akwitania, w departamencie Charente-Maritime. Nazwa miejscowości pochodzi od imienia św. Piotra.

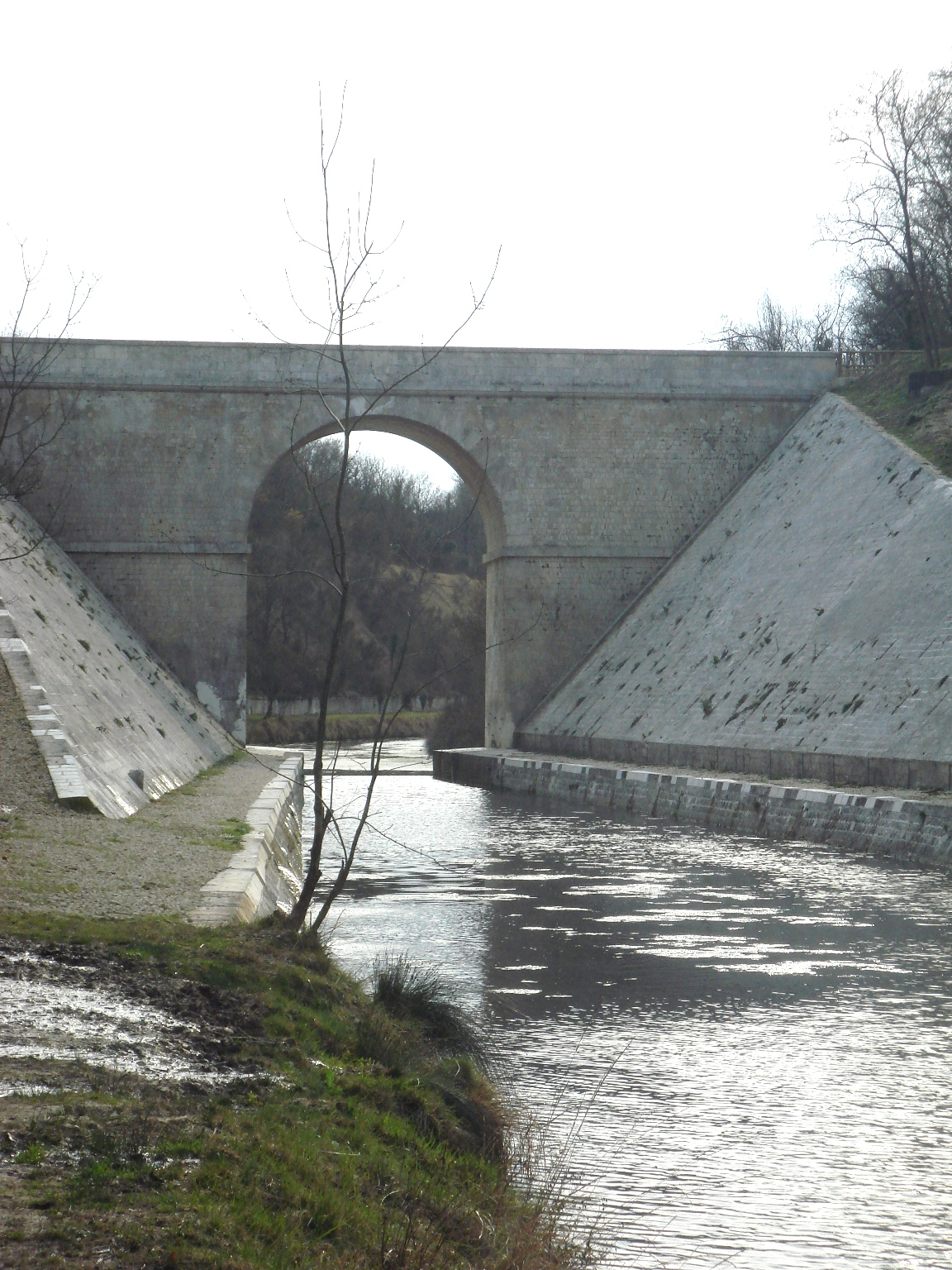
Kanał Marans à La Rochelle w Dompierre-sur-Mer

Według danych na rok 1990 gminę zamieszkiwało 3627 osób, a gęstość zaludnienia wynosiła 198 osób/km² (wśród 1467 gmin regionu Poitou-Charentes Dompierre-sur-Mer plasuje się na 58. miejscu pod względem liczby ludności, natomiast pod względem powierzchni na miejscu 459.).